# پناهگاه صخره‌ای درمره ۱
پناهگاه صخره‌ای درمره ۱ مربوط به دوران پارینه‌سنگی جدید است و در شهرستان کوهدشت، بخش مرکزی، دهستان گل گل، روستای کمربله واقع شده و این اثر در تاریخ ۲۸ اسفند ۱۳۸۵ با شمارهٔ ثبت ۱۸۴۹۱ به‌عنوان یکی از آثار ملی ایران به ثبت رسیده است.